# 堀川具親
堀川 具親（ほりかわ ともちか）は、鎌倉時代末期の公卿。堀川内大臣と号す。官位は正二位・内大臣、右近衛大将、淳和院別当、奨学院別当、源氏長者。実父は権中納言・堀川具俊だが、祖父内大臣堀川具守の子として家嫡に擬せられた。

## 経歴
以下、『公卿補任』、『尊卑分脈』の内容に従って記述する。
- 永仁6年（1298年）1月5日、従五位下に叙せられる[5]。同年8月28日、侍従に任ぜられる。
- 永仁7年（1299年）1月5日、従五位上に昇叙。
- 正安2年（1300年）1月5日、正五位下に昇叙。同年3月6日、左少将に任ぜられる。
- 正安3年（1301年）3月14日、備前介に任ぜられ、16日には従四位下に昇叙[6]。同年4月5日、左少将に還任。
- 嘉元元年（1303年）10月26日、父の喪に服す。
- 嘉元3年（1305年）1月5日、従四位上に昇叙。
- 嘉元4年（1306年）1月5日、正四位下に昇叙[7]。同年3月30日、出羽権介を兼ねる。4月には禁色を許される。6月12日、左中将に転任。
- 延慶元年（1308年）11月14日、従三位に叙せられる[8]。24日、左中将は元の如し。
- 延慶2年（1309年）3月23日、伊予権守を兼ねる
- 延慶3年（1310年）12月11日、参議を経ず権中納言に任ぜられる[9]。
- 延慶4年（1311年）1月5日、正三位に昇叙。同月17日、左衛門督に任ぜられ検非違使別当に補せられる。同年7月8日、検非違使別当を止める[10]が左衛門督は元の如し。
- 正和元年（1312年）10月13日、従二位に昇叙され同日に左衛門督を止める。
- 正和4年（1315年）1月10日、恐懼に処せられる[11]。
- 正和5年（1316年）1月19日、父具守が薨去し喪に服す。同年10月19日、復任した。11月18日、正二位に昇叙。
- 文保2年3月9日、春宮権大夫を兼ねる[12]。4月大嘗会検校に補される。8月18日、解官される[13]。
- 元応元年（1319年）閏7月5日、権中納言に還任。同日、春宮権大夫にも還任。同年10月18日、中納言に転正。
- 元応2年（1320年）9月22日、淳和院別当に補せられるが翌日に止められる[14]。
- 元亨3年（1323年）11月30日、権大納言に昇進[15]。春宮権大夫は元の如し。12月29日、勅授帯剣を許される。
- 嘉暦元年（1326年）、恐懼に処せられる[16]。
- 嘉暦3年（1328年）3月1日、母の喪に服す。そのまま復任せず7月20日に権大納言を辞退。
- 元徳元年（1329年）8月4日、権大納言に還任。
- 元徳2年（1330年）11月16日、大納言に転正。
- 建武元年（1334年）5月16日、奨学院別当と源氏長者に補される[17]。8月10日には按察使を兼ねた。10月9日、按察使を止める。
- 建武2年（1335年）8月30日、中宮大夫を兼ねる。
- 建武4年/延元2年（1337年）1月16日、中宮大夫を止める[18]。
- 暦応元年/延元3年（1338年）10月19日、右近衛大将を兼ねる。
- 暦応2年/延元4年（1339年）12月27日、内大臣に任ぜられる[19]。同日、右大将は元の如し。
- 暦応3年/興国元年（1340年）7月8日、内大臣右大将を辞した[20]。

## 堀川家最後の近衛大将
具親は養父である具守に続いて村上源氏堀川家では2人目の近衛大将である。しかし同時に堀川家では具親以後に近衛大将に任ぜられる者は出なかったため、具親は堀川家最後の近衛大将となった。

## 村上源氏堀川家の凋落
具親の養父具守は娘基子（西華門院）が後二条天皇の生母となったため後二条天皇の外祖父である。しかし、後醍醐天皇は後二条天皇の系統に皇位を伝える意思をもっていた後宇多天皇に反する意思を持っていたとされる。さらに持明院統による北朝政権下では大覚寺統の外戚であった堀川家は微妙な立場にあったと考えられる。具親の息男たちが次々と若年で死去したこともあり、堀川家の家運は下降線をたどることになる。

## 系譜
- 父：堀川具俊（1273-1303）
- 母：二条為藤娘または二条為雄の娘
- 養父：堀川具守（1249-1316）
- 妻：家女房
  - 長男：堀川具雅（1320-1340）
- 生母不明の子女
  - 男子：堀川具孝（1327-?）
  - 男子：堀川具信（1332-1356）
- 養子
  - 男子：堀川具言 - 堀川具信の子